# Гориславец, Артём Владимирович
Арте́м Горисла́вец Влади́мирович (род. 5 августа 1979, Кентау) — казахстанский художник-керамист, скульптор, автор керамических работ. В 2006 году стал участником Молодежного Союза Художников ЮКО и в объединение молодых художников Москвы.
В 2021 году про Артёма Гориславца был снят короткометражный фильм из серии творческих людей Казахстана.

## Биография
Гориславец Артём Владимирович родился в 1979 году в городе Кентау, Чимкентской области. Керамикой начал заниматься в 1998 году. После окончания университета начал самостоятельно заниматься собственным творчеством и основное направление деятельности посвятил художественной  керамике.

## Образование
В 1996 году Артём поступил в Южно Казахстанский Государственный университет в Шымкенте, на художественно графический факультет, который окончил в 2000 году.

## Виды скульптур

### Огненные обжиги скульптур
Почти десять лет назад Артем Гориславец был участником керамического симпозиума в Крыму. Там он впервые попробовал слепить огненную скульптуру, освоив эту керамическую технику.

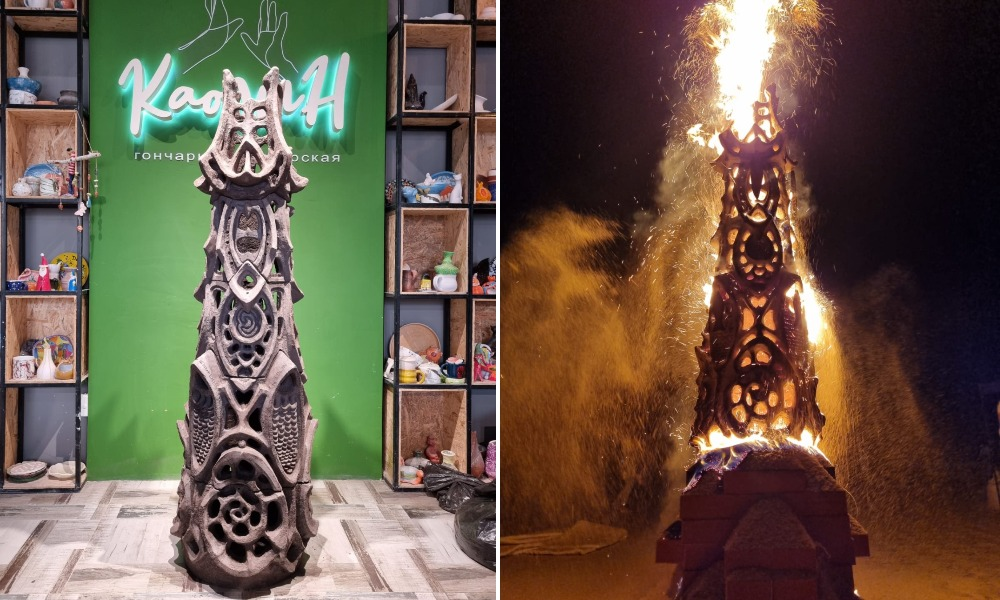
Обжиг керамической скульптуры в Актау, Казахстан. 2022 г.

## Симпозиумы
Симпозиум художественной керамики. Эстония, г.Кохилла  июнь 2008. 

Симпозиум художественной керамики. Латвия, г.Рига 2010. 

Симпозиум художественной керамики. Белорусия, г.Бобруйск 2011. 

Симпозиум художественной керамики. Китай, г.Дэхуа 2009. 

Симпозиум художественной керамики. Украина, Опошня 2012.

## Выставки
Персональная выставка "Знаки странствующих линий", Музей современного искусства г.Астана 2014г.
Выставка «Седьмой кувшин жизни» художника-керамиста Артема Гориславца

Закрытие Года культуры стран СНГ 2020

В Art Garden в Баку состоялось открытие итоговой выставки международного дуэт-симпозиума по керамике 

Выставка «рождение огненного дракона» в городе Шымкент, 2017 год. (В Шымкенте показали «рождение огненного дракона» на YouTube)